# Marshall, Minnesota
Marshall, Minnesota là một thành phố nằm ở quận Lyon thuộc tiểu bang Minnesota, Hoa Kỳ. Thành phố có diện tích 21,5  km² với diện tích mặt nước là 0,1  km², dân số theo ước tính năm 2000 của Cục điều tra dân số Hoa Kỳ là 12.735 người.